# Nick Frost
Nick Frost   (Dagenham, 28 de març de 1972) és un actor, autor, còmic, pintor, productor i guionista anglès. Ha aparegut a la trilogia de pel·lícules Three Flavours Cornetto, formada per Shaun of the Dead (2004), Hot Fuzz (2007) i The World's End (2013) i la comèdia televisiva Spaced (1999–2001). També va aparèixer a la pel·lícula de Joe Cornish Attack the Block (2011). Va protagonitzar la pel·lícula Paul del 2011, que va coescriure amb el col·laborador freqüent i millor amic Simon Pegg. També ha interpretat diversos papers al programa de dibuixos Man Stroke Woman. El 2020, va co-crear i protagonitzar la sèrie de comèdia paranormal de terror Truth Seekers amb Pegg.

## Filmografia

### Cine
- Shaun of the Dead (2004)
- Kinky Boots (2005)
- Penelope (2006)
- Hot Fuzz (2007)
- Wild Child (2008)
- The Boat That Rocked (2009)
- Paul (2011)
- Les aventures de Tintín: el secret de l'Unicorni (2011)
- Attack the Block (2011)
- Snow White & the Huntsman (2012)
- The World's End (2013)
- Cuban Fury (2014)
- Unfinished Business (2015)
- The Huntsman: Winter's War (2016)
- Tomb Raider (2018)
- Fighting with my family (2019)

### Televisió
- Spaced
- Man Stroke Woman (2005-2007)
- Top Gear
- Doctor Who (2014; episodi especial de Nadal)
- Into the Badlands (2017; segona temporada)
- Sick Note (2017-present)
- Truth Seekers (2020)
- Staged (2021, 1 episodi)
- The Nevers (2021-present)